# Begonia plebeja
Espèce
Synonymes
- Begonia barsalouxiae Standl. & L.O.Williams[1]
- Begonia fissurarum C.DC.[1]
- Begonia kennedyi (Ziesenh.) F.A.Barkley & Golding[1]
- Begonia leptophylla C.DC.[1]
- Begonia ripicola C.DC.[1]
- Begonia tenuipila C.DC.[1]
- Begonia uvana C.DC.[1]
- Gireoudia plebeja (Liebm.) Klotzsch[1]

Begonia plebeja est une espèce de plantes de la famille des Begoniaceae. Ce bégonia rhizomateux est originaire du Mexique et d'Amérique centrale.

## Répartition géographique et habitat
Cette espèce est présente au Mexique à Mexico, au Chiapas, dans le Colima, le Guerrero, l'Hidalgo, le Jalisco, l'État de Mexico, le Michoacan, le Nayarit et le Oaxaca, le Veracruz et le Zacatecas, et en Amérique centrale au Costa Rica, au Salvador, au Guatemala, au Honduras, au Nicaragua et au Panama à des altitudes comprises entre 50 et 1500 m,,.
C'est une espèce courante à feuillage caduc des forêts tropicales sèches où elle croit de façon épiphyte ou saxicole dans des endroits exposés à la lumière.

## Description
Il s'agit d'une plante vivace herbacée rampante, à rhizome de 8 à 10 mm de diamètre pour au moins 8 cm de long. Velue quand elle est jeune, la plante a des feuilles palmées vertes et asymétriques qui ont une forme générale plutôt ronde à elliptique, et dont l'extrémité des 7 ou 8 nervures se termine en pointe. Leurs dimensions peuvent varier de 7 à 20 cm de long, portées par un pétiole de 6 à 28 cm de long. La couleur des tiges tire sur le rouge pourpre et la pilosité fait place à des extrémités plus glabres. L'inflorescence en grappe indéfinie peut s'élever au-dessus du feuillage sur un pédoncule allant jusqu'à 22 cm, avec à la cime des fleurs mâles ou femelles, blanches ou légèrement rosées à cœur jaune. Le fruit à trois loges porte des ailes de taille inégale.

## Classification
L'espèce fait partie de la section Gireoudia du genre Begonia, famille des Begoniaceae.
Elle a été décrite en 1852 par Frederik Michael Liebmann (1813-1856) et publiée en 1853. L'épithète spécifique plebeja signifie « de la plèbe », en référence à la plèbe romaine, et qualifie donc l'espèce de plante commune ou courante à l'époque de la création du taxon.

### Liste des variétés
Selon Tropicos (29 janvier 2019) (Attention liste brute contenant possiblement des synonymes) :
- variété Begonia plebeja var. kennedyi Ziesenh.
- variété Begonia plebeja var. plebeja

## Horticulture
Ce bégonia vivace peut être multiplié par bouture de tiges ou par division des rhizomes. Cultivé en pot sous abris, il a besoin d'un bon drainage. C'est toutefois une plante peu vigoureuse et délicate à conserver.

## Ethnobotanique
Au Mexique pas moins de dix-huit espèces de bégonias font l'objet de cueillette et sont employées comme quelite (jeunes pousses de plantes comestibles généralement adventices),. Elles y sont appréciées pour le goût acide de leurs feuilles ou de leurs tiges. Dans le cas de Begonia plebeja ce sont ses tiges et ses pétioles qui sont consommés.